# Gouvernement Áñez
Morales Arce
Le gouvernement Áñez est le gouvernement de la Bolivie sous la présidence de Jeanine Áñez s'échelonnant du 13 novembre 2019 au 8 novembre 2020. Il constitue un gouvernement transitoire, considérant les circonstances particulières dans lesquelles Jeanine Áñez accède à la fonction de présidente de l'État plurinational. 

## Historique
En pleine crise post-électorale, Jeanine Áñez forme le 13 novembre 2019 un nouveau gouvernement, limité aux fonctions régaliennes, notamment des Finances, de l'Intérieur (du Gouvernement) et de la Défense. La composition de ce gouvernement, dont les membres ont, à l'instar de la présidente, prêté serment sur la Bible, alors qu'Evo Morales a fait du pays un État laïc en 2009, ne comprend pas de ministre indigène, alors que le ministère des Affaires étrangères leur est traditionnellement dévolu.

## Composition
Le tableau suivant présente la composition du cabinet ministériel établi par la présidente Áñez.
| Portefeuille                                                    | Ministre                           | Période de la fonction              | Durée en poste      |
| --------------------------------------------------------------- | ---------------------------------- | ----------------------------------- | ------------------- |
| Ministère des Relations extérieures                             | Karen Longaric Rodríguez           | 13 novembre 2019 - 8 novembre 2020  | 11 mois et 26 jours |
| Ministère de la Présidence                                      | Jerjes Justiniano Atalá            | 13 novembre 2019 - 3 décembre 2019  | 20 jours            |
| Ministère de la Présidence                                      | Yerko Núñez Negrette               | 3 décembre 2019 - 8 novembre 2020   | 11 mois et 5 jours  |
| Ministère du Gouvernement                                       | Arturo Murillo Prijic              | 13 novembre 2019 - 8 novembre 2020  | 11 mois et 26 jours |
| Ministère de la Défense                                         | Luis Fernando López Julio          | 13 novembre 2019 - 8 novembre 2020  | 11 mois et 26 jours |
| Ministère de l'Économie et des Finances publiques               | José Luis Parada Rivero            | 13 novembre 2019 - 7 juillet 2020   | 7 mois et 24 jours  |
| Ministère de l'Économie et des Finances publiques               | Oscar Ortiz Antelo                 | 7 juillet 2020 - 28 septembre 2020  | 2 mois et 21 jours  |
| Ministère de l'Économie et des Finances publiques               | Branko Marinković Jovićevic        | 28 septembre 2020 - 8 novembre 2020 | 1 mois et 11 jours  |
| Ministère de la Planification et du Développement               | Carlos Melchor Díaz Villavicencio  | 15 novembre 2019 - 4 août 2020      | 8 mois et 20 jours  |
| Ministère de la Planification et du Développement               | Branko Marinković Jovićevic        | 5 août 2020 - 28 septembre 2020     | 1 mois et 22 jours  |
| Ministère de la Planification et du Développement               | Gonzalo José Silvestre Quiroga     | 28 septembre 2020 - 8 novembre 2020 | 1 mois et 11 jours  |
| Ministère des Hydrocarbures                                     | Víctor Hugo Zamora                 | 14 novembre 2019 - 8 novembre 2020  | 11 mois et 25 jours |
| Ministère de l'Énergie                                          | Rodrigo Álvaro Guzmán Collao       | 13 novembre 2019 - 8 novembre 2020  | 11 mois et 26 jours |
| Ministère du Développement productif et de l'Économie plurielle | Wilfredo Rojo Parada               | 14 novembre 2019 - 8 mai 2020       | 5 mois et 24 jours  |
| Ministère du Développement productif et de l'Économie plurielle | Oscar Ortiz Antelo                 | 8 mai 2020 - 7 juillet 2020         | 1 mois et 29 jours  |
| Ministère du Développement productif et de l'Économie plurielle | José Abel Martínez Mrden           | 7 juillet 2020 - 28 septembre 2020  | 2 mois et 21 jours  |
| Ministère du Développement productif et de l'Économie plurielle | Adhemar Guzmán                     | 29 septembre 2020 - 8 novembre 2020 | 1 mois et 10 jours  |
| Ministère des Travaux publics, des Services et du Logement      | Yerko Núñez Negrette               | 13 novembre 2019 - 3 décembre 2019  | 20 jours            |
| Ministère des Travaux publics, des Services et du Logement      | Iván Arias Durán                   | 3 décembre 2019 - 8 novembre 2020   | 11 mois et 5 jours  |
| Ministère des Mines et de la Métallurgie                        | Carlos Fernando Huallpa Sunaga     | 18 novembre 2019 - 8 mai 2020       | 5 mois et 20 jours  |
| Ministère des Mines et de la Métallurgie                        | Fernando Iván Vásquez Arnez        | 8 mai 2020 - 30 mai 2020            | 22 jours            |
| Ministère des Mines et de la Métallurgie                        | Jorge Fernando Oropeza Terán       | 12 juin 2020 - 8 novembre 2020      | 4 mois et 27 jours  |
| Ministère de la Justice                                         | Álvaro Eduardo Coimbra Cornejo     | 13 novembre 2019 - 8 novembre 2020  | 11 mois et 26 jours |
| Ministère du Travail                                            | Óscar Bruno Mercado                | 3 décembre 2019 - 28 septembre 2020 | 9 mois et 25 jours  |
| Ministère du Travail                                            | Álvaro Tejerina Olivera            | 28 septembre 2020 - 8 novembre 2020 | 1 mois et 11 jours  |
| Ministère de la Santé                                           | Aníbal Cruz Senzano                | 14 novembre 2019 - 8 avril 2020     | 4 mois et 25 jours  |
| Ministère de la Santé                                           | Marcelo Navajas Salinas            | 8 avril 2020 - 20 mai 2020          | 1 mois et 12 jours  |
| Ministère de la Santé                                           | María Eidy Roca Justiniano         | 20 mai 2020 - 8 novembre 2020       | 5 mois et 19 jours  |
| Ministère de l'Environnement et de l'Eau                        | María Elva Pinckert Vaca           | 13 novembre 2019 - 8 novembre 2020  | 11 mois et 26 jours |
| Ministère de l'Éducation                                        | Virginia Patty Torres              | 18 novembre 2019 - 28 janvier 2020  | 2 mois et 10 jours  |
| Ministère de l'Éducation                                        | Víctor Hugo Cardenas Conde         | 28 janvier 2020 - 8 novembre 2020   | 9 mois et 11 jours  |
| Ministère du Développement rural et des Terres                  | Mauricio Samuel Ordoñez Castillo   | 13 novembre 2019 - 28 janvier 2020  | 2 mois et 15 jours  |
| Ministère du Développement rural et des Terres                  | Beatriz Eliane Capobianco Sandoval | 28 janvier 2020 - 8 novembre 2020   | 9 mois et 11 jours  |
| Ministère de la Culture et du Tourisme                          | Martha Yujra Apaza                 | 14 novembre 2019 - 4 juin 2020      | 6 mois et 21 jours  |
| Ministère des Communications                                    | Roxana Lizárraga Vera              | 13 novembre 2019 - 26 janvier 2020  | 2 mois et 13 jours  |
| Ministère des Communications                                    | María Isabel Fernández Suárez      | 28 janvier 2020 - 4 juin 2020       | 4 mois et 7 jours   |
| Ministère des Sports                                            | Milton Navarro Mamani              | 14 novembre 2019 - 4 juin 2020      | 6 mois et 21 jours  |